# Mario Cabanas
Mario Cabanas  (La Coruña, España) es un jugador de baloncesto español. Juega de pívot en el San Pablo Inmobiliaria Burgos.

## Clubes
Es considerado un jugador de notable experiencia dentro del baloncesto nacional, empezó jugando en primera división andaluza con el filial del CB Granada hasta dar el salto a LEB Plata en la temporada 2006/07 con el Ciudad de la Laguna Canarias consiguiendo el ascenso a LEB Oro y en el que permaneció durante una temporada más. La temporada siguiente abandonó el club canario para volver a Plata para jugar para el Hospitalet. En la temporada 2009/10, Mario Cabanas realizó el salto a la primera categoría del baloncesto español, de la mano del Cajasol de Sevilla, con el que jugó durante dos temporadas disputando una final de Eurocup, una Copa del Rey y unos play-off por el título.
Al salir del Cajasol firmó por el Obradorio también en Liga Endesa en el que jugó durante una temporada. En los últimos años, el jugador natural de La Coruña ha jugado en Adecco Oro, primero en el Planasa Navarra y la última temporada en el Básquet Coruña.
En 2014 firma con el Palma Air Europa, procedente del Básquet Coruña de Adecco Oro. En la temporada anterior, la 2013-14 consiguió unos promedios de 9'5 puntos y 5 rebotes para 11'9 de valoración en 24 minutos de juego por encuentro.
En 2015 firma con el Oviedo Club Baloncesto y al acabar la temporada firmaría por el Club Baloncesto Peixefresco Marín, también de la Liga LEB Oro.
En enero de 2017, llegaba a un acuerdo para la rescisión de su vinculación con Marín Peixegalego, con el que había disputado 14 partidos, promediando 2.9 puntos y 2.3 rebotes en una temporada en la que había atravesado por problemas físicos que le habían impedido rendir a su nivel habitual. Su siguiente equipo sería el San Pablo Inmobiliaria Burgos, después de haber militado durante las últimas temporadas en diferentes equipos de la LEB Oro. Un mes después se incorpora al Club Baloncesto Breogán disputando los play offs de ascenso y cayendo en semifinales con el Miraflores Sab Pablo Inmobiliaria Burgos.